# Gynoplistia (Gynoplistia) violacea persimilis
Gynoplistia (Gynoplistia) violacea persimilis is een ondersoort van de tweevleugelige Gynoplistia (Gynoplistia) violacea uit de familie steltmuggen (Limoniidae). De ondersoort komt voor in het Australaziatisch gebied.